# 墨吉泥毛蟹
墨吉泥毛蟹（学名：Clistocoeloma merguiensis）为方蟹科泥毛蟹属的动物。分布于朝鲜、日本、新加坡、墨吉群岛、尼科巴群岛、台湾岛以及中国大陆的浙江等地，生活环境为海水，主要生活于低潮线的泥滩上。